# Saoradh
Saoradh (gaèlic: «Alliberament») és un partit polític irlandès d'extrema esquerra format el 2016 per republicans dissidents, actiu tant a la República d'Irlanda com a Irlanda del Nord. El Servei de Policia d'Irlanda del Nord considera el partit com un «nou IRA», tot i que els membres de Saoradh ho neguen.

## Història
El partit va ser fundat l'any 2016 per antics membres del Moviment per la Sobirania dels 32 Comtats, el Sinn Féin Republicà, el Partit Socialista Republicà Irlandès i altres. La primera executiva nacional del partit, formada per 12 persones, va presentar-se en públic sota una pancarta dels signants de la Proclamació de la República irlandesa de 1916, es va llegir un missatge de suport del veterà líder independentista Billy McKee i una declaració dels presoners del Nou IRA que expressaven el seu suport al partit. El mateix dia, Saoradh va emetre el següent comunicat de premsa: 
Avui, dissabte 24 de setembre de 2016, un destacat col·lectiu d'activistes republicans irlandesos, que durant uns quants anys hem actuat de manera autònoma, després d'uns anys de debat, consulta i organització avui, a Ardfheis, hem organitzat, constituït i posat en marxa un Partit Republicà Irlandès Revolucionari, el nom del qual és Saoradh.

 Saoradh creu que Irlanda hauria de ser governada pel poble irlandès amb la riquesa i els mecanismes de producció de riquesa en propietat del poble irlandès. Això no pot passar mentre l'imperialisme manté el control antidemocràtic dels destins irlandesos i divideix la nostra nació, això no pot passar mentre una elit neocolonial en una suposada administració indígena subordinada ven el treball i els recursos naturals de la nació al capital internacional.
Saoradh no creu que l'imperialisme britànic o l'explotació capitalista es puguin enfrontar amb les estructures que han creat per a consolidar el seu control antidemocràtic de la nació irlandesa. Per tant, creiem que qualsevol assemblea que digui parlar en nom del poble irlandès sense ser elegida pel poble unit de la nació irlandesa és il·legal. Saoradh buscarà organitzar-se i treballar amb el poble irlandès en lloc de ser consumit i usurpat per les estructures dels enemics d'Irlanda.

 Dempeus en una llarga i orgullosa història de resistència republicana irlandesa revolucionària, inspirada per les accions i paraules de Tone, de Connolly, de Mellows, de Costello i de Sands, mantenint els documents fundacionals dels nostres avantpassats: la proclamació de 1916, la declaració d'independència i el programa democràtic del primer Dáil, declarem aquí el nostre compromís amb la revolució inacabada, la declaració de Saoradh Dáil, l'alliberament d'Irlanda i l'emancipació social del poble irlandès.
L'emblema de Saoradh combina la bandera del raig de sol amb l'estrella roja socialista, una pica que fa referència a la Rebel·lió irlandesa de 1798, i els tres colors nacionals d'Irlanda: verd, blanc i taronja.
L'agost de 2019, el president de Saoradh, Brian Kenna, va afirmar que la continuació de la violència republicana dissident és «inevitable». Aquell mateix mes, el grup va fer manifestacions a Glasgow.
El novembre de 2020, el president del Sinn Féin, Declan Kearney, va intentar incloure Saoradh al costat d'altres grups republicans en una campanya conjunta per a una enquesta sobre la frontera a Irlanda del Nord. Saoradh no va respondre a la sol·licitud i més endavant va declarar que no donarien suport a cap enquesta fronterera o referèndum sobre la unificació d'Irlanda tret que l'electorat d'aquesta enquesta fos la totalitat d'Irlanda, no dos referèndums separats a les jurisdiccions de la República d'Irlanda i Irlanda del Nord. El Sinn Féin va ser criticat pels partits polítics d'Irlanda del Nord per intentar incloure Saoradh, ja que es considera que Saoradh està compromès amb el Nou IRA. El Sinn Féin va defensar la decisió afirmant que la inclusió de grups com Saoradh duria aquests grups al procés democràtic.
El 2019, Saoradh va convocar una desfilada de commemoració de l'Alçament de Pasqua davant de l'Oficina General de Correus a Dublín, el lloc principal de l'Alçament de 1916, tres dies després de la mort de Lyra McKee. La desfilada va comptar amb membres vestits amb roba d'estil paramilitar. L'acció va ser condemnada pels ministres de l'actual govern del Dáil Éireann amb el ministre de justícia, Charlie Flanagan, titllant-la de «pertorbadora». El 9 d'octubre de 2021, una dotzena de persones relacionades amb Saoradh van ser acusades en relació amb l'assassinat de McKee pels delictes de terrorisme.
L'abril de 2019, el president nacional de Saoradh, Brian Kenna, va ser detingut i escorcollat per part de sis policies armats a Dungiven mentre tornava a Dublín després d'una reunió del partit a Derry. Saoradh va emetre un comunicat en què afirmava que «ens mantindrem ferms en l'oposició a l'assetjament, intimidació i repressió política actuals» dels seus membres, i que les autoritats «temen el nostre creixement i s'adonen que la nostra narrativa política està essent acceptada per la comunitat».
El maig de 2019, Kevin Collins, un antic membre de Saoradh, va afirmar que dos homes se li van acostar mentre estava de vacances a Tenerife i que eren agents de l'MI5. Collins va afirmar que els dos homes el seguien mentre era vacances per a intentar reclutar-lo com a informant. En una entrevista a The Irish News, Collins va afirmar que la policia espanyola el va detenir a punta de pistola el juny del 2018 quan es trobava a l'aeroport de Palma i el van portar a una habitació on van demanar-li que s'infiltrés en grups republicans dissidents a Irlanda del Nord.
El novembre de 2019, cinc propietats associades a Saoradh, inclosa la seu del partit, van ser assaltades per la policia antiterrorista presumptament sobre la base que s'estava fent una loteria il·legal. Saoradh va qualificar l'atac d'un intent de «frustrar l'activisme comunitari i la xarxa de suport als actuals presoners republicans» i va afirmar que des dels seus inicis el 2016, l'assetjament als republicans irlandesos per part de les forces de seguretat s'havia «intensificat». En la batuda es va decomissar una suma de diners i parafernàlia de loteria, i un home de 31 anys va ser detingut i posteriorment posat en llibertat sota fiança.
El febrer de 2020 mentre viatjava a l'aeroport de Bristol, Paddy Gallagher, membre de Saoradh, va ser sotmès a un intent de reclutament per part de l'MI5. Una declaració publicada per Saoradh va afirmar que Gallagher va ser conduït a una petita habitació de l'aeroport on dos individus, que al·legaven ser membres d'Intelligence Corps, li van proposar si els podia «ajudar amb informació sobre Derry» i van intentar reclutar-lo com a informant. En la declaració Saoradh també va afirmar que Gallagher estava detingut per la policia d'Avon i Somerset sota l'empara de la Terrorism Act 2000 i va ser interrogat per la seva recent visita a Bristol.

## Ideologia
Saoradh pretén establir una república socialista als 32 Comtats d'Irlanda, considerant l'estatus d'Irlanda del Nord al Regne Unit com una «ocupació il·legal». S'oposa a l'actual govern de repartiment de poder a Irlanda del Nord i és molt crític amb el Sinn Féin, a qui l'antic president del partit, David Jordan, qualifica de «falsos profetes que han estat derrotats i consumits pel mateix sistema al qual diuen oposar-se». El partit també considera que el govern de la República d'Irlanda és il·legítim ja que no és elegit per la gent de tota l'illa. Com a part d'això, Saoradh dona suport a l'alliberament de tots els presos republicans. És abstencionista però pot presentar-se a futures eleccions, tot i que els candidats elegits al Dáil Éireann o a l'Assemblea d'Irlanda del Nord no ocuparan els seus escons.
El partit s'oposa a la Unió Europea i el 2019 el partit va reafirmar el seu suport al Brexit, amb el president Brian McKenna afirmant que «Saoradh dona suport a una sortida de la UE superimperialista, aquesta ha estat una posició revolucionària de llarga durada. Veiem el Brexit com una derrota per a l'elit política i empresarial de Gran Bretanya, Irlanda i Europa».
El Belfast Telegraph considera Saoradh com l'«ala política» del Nou IRA, un grup format el 2012 per la fusió de l'IRA Autèntic amb altres grups paramilitars El Servei de Policia d'Irlanda del Nord (PSNI) descriu el partit com la «veu política» del Nou IRA i indica que hi ha superposició de membres entre els dos grups. Segons Vice, Saoradh nega «vehementament» la seva implicació amb el paramilitarisme i critica el terme «republicà dissident». Poc després de l'assassinat de la periodista Lyra McKee, Saoradh va publicar una declaració en què afirmava que no estava vinculat al Nou IRA ni a cap altra organització. Saoradh compta amb el suport dels membres del Nou IRA a la presó.
L'agost de 2020 nou alts membres de Saoradh van ser acusats de delictes de terrorisme, després d'una operació de l'MI5 i el PSNI en què es va enregistrar en secret una reunió de la direcció del Nou IRA. Els acusats, suposadament, van ser gravats discutint plans d'atacs amb bombes i segrestos. Entre els acusats hi havia els membres fundadors de l'executiu nacional Mandy Duffy i David Jordan. El 2021 dos membres de Saoradh van ser acusats de l'assassinat de Lyra McKee. Peter Gearoid Cavanagh i Jordan Devine també van ser acusats de robatori, tinença d'arma de foc i municions, disturbis, possessió i llançament de còctels molotov. Després de ser acusat, Cavanagh va ser ascendit a secretari nacional de Saoradh.